# Monegonda
Monegonda  è un nome proprio di persona italiano femminile. 

## Varianti in altre lingue
- Germanico: Munigund[2], Monegundis[2]
- Latino: Monegundes[1]

## Origine e diffusione
Deriva dal nome germanico Munigund, che è composto dagli elementi mun (di significato incerto, forse "piacere", oppure "amabile", oppure "desiderio", "volontà") e gund ("battaglia", "guerra").

## Onomastico
L'onomastico si festeggia il 2 luglio in ricordo di santa Monegonda, anacoreta a Chartres e poi a Tours, citata nella De vita patrum di san Gregorio.